# Песня-93
XXII песенный фестиваль «Песня года» («Песня-93») проводился в Москве 25 декабря 1993 года. Поскольку в 1992 году фестиваль не проводился, то для его возрождения подключились Ангелина Вовк и Рэм Вяхирев. Благодаря им «Песня-93» сумела вернуться на орбиту музыкальной жизни России. Фестиваль прошел впервые после перерыва в 1992 году (Тогда «Песни-92» не было, а в Новый год был показан почти в таком же формате концерт «Хит-парад Останкино»). Спонсором фестиваля «Песня-93» выступил Газпром (Р. Вяхирев), продюсировала фестиваль фирма АРС (И. Крутой). «Песня-93» впервые за всю историю своего многолетнего существования проводилась в Государственном Кремлёвском дворце. 1-2 января 1994 года телеверсия «Песни-93» была показана на Первом канале Останкино. Ведущими торжественного вечера в Государственном Кремлёвском дворце были Ангелина Вовк и Евгений Меньшов.

## Лауреаты фестиваля
| №  | Название песни             | Музыка                       | Стихи             | Исполнитель/группа     |
| -- | -------------------------- | ---------------------------- | ----------------- | ---------------------- |
| 1  | «Позднее свидание»         | Игорь Крутой                 | Римма Казакова    | Юрий Охочинский        |
| 2  | «Хороший парень»           | Е. Маргулис                  | А. Романов        | группа «Лицей»         |
| 3  | «Судьба»                   | В. Логозинский               | С. Патрушев       | Вадим Казаченко        |
| 4  | «Зелёные глаза»            | Е. Ширяев                    | Т. Коршилова      | Екатерина Шаврина      |
| 5  | «Мона Лиза»                | В. Чайка                     | В. Ионов          | Виктор Чайка           |
| 6  | «Жёлтый чемоданчик»        | И. Николаев                  | И. Николаев       | Наташа Королёва        |
| 7  | «Брат»                     | А. Державин                  | С. Костров        | Андрей Державин        |
| 8  | «За свою любовь»           | А. Иванов                    | А. Девяткин       | Азиза                  |
| 9  | «Две свечи»                | В. Добрынин                  | И. Кохановский    | Михаил Шуфутинский     |
| 10 | «Хочется да колется»       | А. Лукьянов                  | Я. Трусов         | Надежда Чепрага        |
| 11 | «Любовь-беда»              | И. Крутой                    | Р. Казакова       | Алексей Глызин         |
| 12 | «Нон-стоп»                 | В. Окороков                  | Е. Мялик          | Линда                  |
| 13 | «Леди Гамильтон»           | В. Быстряков                 | А. Вратарёв       | Александр Малинин      |
| 14 | «Сразу после прощания»     | В. Матецкий                  | Л. Воронцова      | Роксана Бабаян         |
| 15 | «Поздравляю»               | И. Николаев                  | И. Николаев       | Игорь Николаев         |
| 16 | «Романс разведённых»       | А. Самойлов                  | Н. Романовская    | Лариса Долина          |
| 17 | «Пиковая дама»             | В. Добрынин                  | М. Рябинин        | Вячеслав Добрынин      |
| 18 | «Прощай, прощай»           | Р. Паулс                     | И. Резник         | Лайма Вайкуле          |
| 19 | «Ты скажи мне, вишня»      | Е. Мартынов                  | В. Харитонов      | Филипп Киркоров        |
| 20 | «Живи, страна»             | И. Матета                    | Л. Дербенёв       | Маша Распутина         |
| 21 | «Старинная Москва»         | А. Никольский                | А. Никольский     | Лев Лещенко            |
| 22 | «Дороги»                   | О. Газманов                  | О. Газманов       | Олег Газманов          |
| 23 | «Всё так не просто»        | А. Укупник                   | Ю. Дружков        | Алёна Апина            |
| 24 | «Я по полю»                | И. Крутой                    | Л. Рубальская     | Александр Буйнов       |
| 25 | «Что ты думаешь об этом?»  | И. Отиева                    | И. Отиева         | Ирина Отиева           |
| 26 | «Петруха»                  | А. Укупник                   | К. Крастошевский  | Аркадий Укупник        |
| 27 | «Ля-ля-фа»                 | Ю. Варум                     | Г. Витке          | Анжелика Варум         |
| 28 | «Американский футбол»      | Б. Титомир                   | Б. Титомир        | Богдан Титомир         |
| 29 | «Капитан»                  | В. Чайка                     | В. Чайка          | Татьяна Овсиенко       |
| 30 | «Свет любви»               | Н. Богословский, А. Сивашова | А. Богословский   | Иосиф Кобзон           |
| 31 | «Синий конверт»            | С. Березин                   | Л. Рубальская     | Иосиф Кобзон           |
| 32 | «Ночь»                     | Л. Величковский              | Д. Тризна         | Лада Дэнс              |
| 33 | «Я с тобой»                | С. Павлиашвили               | С. Осиашвили      | Сосо Павлиашвили       |
| 34 | «Просто кончилась зима»    | А. Свиридова                 | А. Свиридова      | Алёна Свиридова        |
| 35 | «Ой-ой-ой»                 | А. Цекало                    | А. Цекало         | кабаре-дуэт «Академия» |
| 36 | «Над пропастью во ржи»     | И. Крутой                    | И. Николаев       | Ирина Аллегрова        |
| 37 | «Прости и прощай»          | И. Крутой                    | Р. Рождественский | Александр Серов        |
| 38 | «Почему я сказала вам нет» | И. Азаров                    | М. Танич          | Эдита Пьеха            |
| 39 | «О, Боже»                  | В. Окороков                  | А. Пугачёва       | Сергей Челобанов       |
| 40 | «Пара белых голубей»       | В. Матецкий                  | М.Файбушевич      | София Ротару           |
| 41 | «Вкус любви»               | В. Матецкий                  | М.Файбушевич      | София Ротару           |
| 42 | «Воздуха глоток»           | А. Гарнизов                  | Ю. Гарин          | Валерий Леонтьев       |
| 43 | «Казанова»                 | А. Гарнизов                  | Н. Зиновьев       | Валерий Леонтьев       |
| 44 | «Осенний поцелуй»          | А. Пугачёва                  | И. Николаев       | Алла Пугачёва          |
| 45 | «Россия»                   | Г. Голд                      | И. Резник         | Алла Пугачёва          |